# Flen (commune)
La commune de Flen est une commune suédoise du comté de Södermanland. Environ 16 470 personnes y vivent (2020). Son chef-lieu se situe à Flen.

## Localités principales
- Bettna
- Flen
- Hälleforsnäs
- Malmköping
- Mellösa
- Orrhammar
- Skebokvarn
- Sparreholm